# دوري أذربيجان الممتاز 2011–12
دوري أذربيجان الممتاز 2011–12 (بالأذرية: Futbol üzrə Azərbaycan çempionatı 2011/2012)‏ هو الموسم 20 من  دوري أذربيجان الممتاز. أقيم خلال الفترة 6 أغسطس 2011 وحتى 12 مايو 2012، وأشرف على تنظيمه اتحاد أذربيجان لكرة القدم، وكان عدد الأندية المشاركة فيه  12، وفاز فيه نادي نيفتشي باكو.